# Соединение куба и октаэдра
| Соединение куба и октаэдра    | Соединение куба и октаэдра  |
| ----------------------------- | --------------------------- |
|                               |                             |
| Тип                           | Соединение                  |
| Диаграммы Коксетера — Дынкина | ∪                           |
| Ядро                          | кубооктаэдр                 |
| Выпуклая оболочка             | Ромбододекаэдр              |
| Индекс                        | W43                         |
| Многогранники                 | 1 октаэдр 1 куб             |
| Грани                         | 8 треугольников 6 квадратов |
| Рёбра                         | 24                          |
| Вершины                       | 14                          |
| Группы симметрии              | Октаэдральная (Oh)          |

Соединение куба и октаэдра — это многогранник, который можно рассматривать либо как звёздчатую форму, либо как соединение.

## Построение
14 декартовых координат вершин соединения
6: (±2, 0, 0), ( 0, ±2, 0), ( 0, 0, ±2)
8: ( ±1, ±1, ±1)

## Как соединение
Многогранник можно рассматривать как соединение октаэдра и куба. 
Это одно из четырёх соединений, которые строятся из правильного многогранника или 
тела Кеплера — Пуансо и его двойственного.
Многогранник имеет октаэдральную симметрию (Oh) 
и имеет те же вершины, что и ромбододекаэдр.
Тело можно рассматривать как трёхмерный аналог соединения двух квадратов ({8/2} «октаграмма»), в четырёхмерном пространстве
эквивалентом будет соединение тессеракта и шестнадцатиячейника, и эта серия распространяется до бесконечности.
| Куб и его двойственный многогранник октаэдр | Пересечением обоих тел является кубооктаэдр, а их выпуклой оболочкой является ромбододекаэдр. |

дельтоидального икоситетраэдра.

## Как звёздчатая форма
Многогранник является также первой звёздчатой формой кубооктаэдра, которая находится в списке
моделей Венниджераера под номером 43.
Он может рассматриваться как кубооктаэдр с квадратными и треугольными пирамидами, добавленными к каждой грани.
Грани для создания звёздчатой формы:

## Смотрите также
- Звёздчатый октаэдр
- Соединение додекаэдра и икосаэдра[англ.]
- Соединение малого звёздчатого додекаэдра и большого додекаэдра
- Соединение большого звёздчатого додекаэдра и большого икосаэдра[англ.]